# Wolfgang Rübsam
Wolfgang Rübsam est un organiste, pianiste, compositeur et pédagogue musical allemand, né le 16 octobre 1946 à Gießen.

## Biographie
Wolfgang Rübsam naît le 16 octobre 1946 à Gießen (Hesse),.
Enfant, il étudie le piano avec Elly Hertel et, de 1963 à 1967, l'orgue avec Erich Ackermann, organiste de la cathédrale de Fulda.
Il est ensuite élève de Helmut Walcha à la Hochschule für Musik de Francfort jusqu'en 1969, de Robert Anderson à l'Université méthodiste du Sud à Dallas jusqu'en 1971, puis de Marie-Claire Alain à Paris entre 1971 et 1974,.
En 1973, il remporte le Grand prix d'interprétation à Chartres,.
Au disque, Wolfgang Rübsam se distingue en interprétant les œuvres de Jean-Sébastien Bach (intégrale pour orgue chez Philips), Dietrich Buxtehude, César Franck, Charles-Marie Widor et Olivier Messiaen. À la fin des années 1990, il s'attelle pour Naxos à un nouvel enregistrement de l'intégrale des œuvres de Bach pour orgue et clavier.
De 1972 à 1974, il est organiste à l'Abbaye de Marienstatt (en) et, à partir de 1972, professeur adjoint puis professeur associé de 1978 à 1986 et, à partir de 1986, professeur titulaire à l'Université Northwestern d'Evanston (Illinois). En 1980, il est aussi nommé organiste de l'Université de Chicago, poste qu'il occupe jusqu'en 1997,. Il est également titulaire de l'orgue de Rockfeller Chapel (en).
Wolfgang Rübsam est organiste à l'Université Lawrence d'Appleton (Wisconsin) entre 1998 et 2003 et professeur d'orgue à la Musikhochschule de Sarrebruck entre 1998 et 2011, date à laquelle il prend sa retraite de l'enseignement. Il est depuis installé définitivement aux États-Unis,.